# Silaus foliosus
Silaus foliosus är en flockblommig växtart som beskrevs av Carlo Pietro Stefano Stephen Sommier och Emile Emilio Levier. Silaus foliosus ingår i släktet Silaus och familjen flockblommiga växter. Inga underarter finns listade i Catalogue of Life.